# Pogobrama
Pogobrama is een geslacht van straalvinnige vissen uit de familie van eigenlijke karpers (Cyprinidae).

## Soort
- Pogobrama barbatula (Luo & Huang, 1985)